# Carteris basalis
Carteris basalis là một loài bướm đêm trong họ Noctuidae.